# Guilty of Being White
Guilty of Being White ist ein Lied der Hardcore-Punk-Band Minor Threat und erschien 1981 auf ihrer EP In My Eyes.

## Liedtext
Das schnell gespielte Hardcore-Punk-Stück behandelt Rassismus aus der Perspektive eines 19-Jährigen. Wie die meisten Lieder von Minor Threat wurde es von Sänger Ian MacKaye geschrieben und trägt autobiografische Züge. Im Liedtext beschreibt der Sprecher, dass der für etwas verantwortlich gemacht wird, was er nie getan hat. Ihm würde vorgeworfen, jemanden gelyncht zu haben und an der Sklaverei Schuld zu sein. Nach dem Refrain “Guilty of being white” (dt.: ‚Schuldig, weiß zu sein‘) erklärt er, Gefangener eines rassistischen Verbrechens zu sein und erst 19 Jahre seines Lebens (MacKayes Alter zum Zeitpunkt des Verfassens) abgesessen zu haben.
Ian MacKaye musste sich für den Text mehrfach rechtfertigen. In dem Dokumentarfilm American Hardcore gibt er an, immer noch zu seinem Lied zu stehen. Er bezeichnete dort das Lied als „Anti-Rassismus-Song“. Der Text resultierte aus seinem eigenen Erleben. Er wuchs in Washington, D.C. auf und war dort einer der wenigen Weißen. An seiner Schule sei er einer von 20 % gewesen. Nach einer Geschichtsstunde, bei der über die Sklaverei gesprochen wurde, wurde er verprügelt. Zudem sei gerade die Fernsehserie Roots im Fernsehen gelaufen und er sei verprügelt worden, weil er der „Massa“ gewesen sei. Aus seiner Sicht wäre also klar gewesen, dass er über Rassismus geschrieben habe. Jedoch wurde das Lied in anderen Kontexten uminterpretiert. In Polen seien Jugendliche auf ihn zugekommen und hätten ihm stolz erzählt, dass die Guilty of Being White mögen würden, weil sie „White Power“ seien.

## Coverversion von Slayer
Slayer coverten das Lied 1996 für ihre Cover-CD Undisputed Attitude. Die letzte Textzeile wurde dort zu “Guilty of being right” (dt.: ‚Schuldig im Recht zu sein‘) abgeändert. Ian MacKaye bezeichnete dies als „offensive“ (dt.: ‚anstößig‘, ‚beleidigend‘ oder ‚widerwärtig‘'). Slayer rechtfertigten sich später damit, dass die Abänderung ironisch gedacht gewesen sei und nicht rassistisch verstanden werden sollte. Kerry King gab an, dass es Minor Threats Problem sei. Sie sollten zu ihrem Text stehen, der nicht durch die Abänderung eine andere Aussage erhalten würde.